# Distretto di Maroantsetra
Il distretto di Maroantsetra è una suddivisione amministrativa di 3º livello (fivondronana) del Madagascar, facente parte della regione di Analanjirofo. Comprende l'isola continentale di Nosy Mangabe.
Il capoluogo del distretto è Maroantsetra.